# Peter Dewes
Peter Dewes (* 18. August 1821 in Losheim am See; † 21. Februar 1876 ebenda) war ein deutscher Unternehmer und Politiker.

## Leben
Dewes wuchs als Sohn eines Tabakfabrikanten auf und machte sich nach Volksschule und Militärdienst 1843 in seinem Heimatdorf mit einer Tabakspinnerei und einer Gastwirtschaft selbständig. In den 1850er Jahren ergänzte er den Betrieb um eine Brauerei. Hier wirkte er im Bereich des Schul- und Kulturwesens und der Jugendbildung. So brachte er unter anderem die Petition der Einwohner des Dekanates Merzig zur Neuregelung der Verhältnisse von Kirche, Schule und Staat in die Nationalversammlung ein und forderte auch die Trennung von Kirche und Schule. 
Im April 1848 gehörte Dewes dem Fünfzigerausschuss an. Vom 18. Mai 1848 bis zum 16. Dezember 1848 war er Abgeordneter für Merzig in der Frankfurter Nationalversammlung. Dort fungierte er am ersten Sitzungstag als Sekretär und zählte später zur an der äußersten Linken angesiedelten radikal-demokratischen Fraktion Donnersberg.
Peter Dewes hatte zwei Söhne. Franz-Joseph Dewes (*1845 in Losheim – +1922 in Chicago), in Amerika als Francis J. Dewes bekannt, war der älteste Sohn von Peter Dewes. Er emigrierte nach seiner Ausbildung und Militärzeit 1868 nach Chicago. 1878 erhielt er die amerikanische Staatsbürgerschaft. Große berufliche Erfolge erwarb er in der Chicagoer Brauindustrie und wurde ein wohlhabender, innovativer und berühmter Brauereibesitzer. Carl Dewes (*1864 in Losheim – +1933 in Saarlouis), der jüngste Sohn von Peter Dewes, wanderte 1882 ebenfalls nach Chicago aus, kam aber wieder nach Losheim zurück. Er ist heute noch in Losheim bekannt durch den Bau der Villa Dewes, seinen Altersruhesitz, und die Errichtung des Dewes-Parks im Heimlinger Tal.